# Trofeo Piva
 (août 2025).
Si vous disposez d'ouvrages ou d'articles de référence ou si vous connaissez des sites web de qualité traitant du thème abordé ici, merci de compléter l'article en donnant les références utiles à sa vérifiabilité et en les liant à la section « Notes et références ».
Le Trofeo Piva (également connu comme le Trofeo Banca Popolare di Vicenza) est une course cycliste italienne disputée à Vicence, dans la province de Vicence en Italie. Il fait partie de l'UCI Europe Tour depuis 2005, en catégorie 1.2U, réservée aux coureurs de moins de 23 ans.
Il a intégré le calendrier de courses international de l'Union cycliste internationale en 2000, en catégorie 1.7.2, ce qui en fait une course réservée aux coureurs de moins de 23 ans. Elle passe en catégorie 1.7.1 en 2002, avant d'intégrer en 2005 l'UCI Europe Tour.
Parmi les coureurs de moins de 23 ans ayant remporté la course, l'Ukrainien Yaroslav Popovych, vainqueur en 2001, est devenu champion du monde sur route de cette catégorie la même année, et le Slovène Janez Brajkovič, vainqueur en 2004, champion du monde du contre-la-montre.
L'édition 2020 est annulée à cause de l'épidémie de maladie à coronavirus.